# Парабаса
Парабаса (дав.-гр. παράβασις, множина: дав.-гр. παραβάσεις) — частина давньогрецької комедії, коли актори полишали сцену, а хор прямо звертався до глядачів, при цьому частково або повністю полишаючи на час свою театрально-драматичну роль, та говорив з ними (глядачами) на теми, що не стосувалися сюжету.
Деколи використовувалась інша назва — анапест, позаяк саме цей віршовий розмір вживався в парабасі.

### Давньогрецький театр
Парабаса не була безпосередньо пов'язана із тим, що відбувалося на сцені, навпаки, була поза сюжетним складником, який надавав театральному твору двоплановості. Парабаса була авторським відступом, ліричним і публіцистичним, що в ньому автор устами корифея і учасників хору, які скидали маски і ставали в одну шеренгу, не лише оцінював те, що відбувалося на сцені, але і викладав свої політичні та літературні погляди, а також кидав гострі докори тим, хто знаходився в залі. Характерним було висміювання, часом невиправдане, конкретних осіб. Так, Аристофан — «батько політичної комедії» — у «Хмарах» глузує з Сократа.
Парабаса використовувалась в Давній Греції у період так званої «Старої комедії», а в середній і новій аттичній комедії вона зникає внаслідок зміни стилю написання. Так, в останніх комедіях Арістофана парабаси вже немає.

### Розвиток суті поняття
У ширшому розумінні парабасою можна назвати будь-яку авторську декларацію, поза сюжетне виголошення з кону сценічних або поза сценічних подій і явищ.
Римські комедіографи (Теренцій, Плавт) переносять звернення до глядачів у пролог. Тут драматург повідомляє про сюжет п'єси, захищає свою літературну позицію, виправдовується перед публікою тощо. Соціальний і моральний, повчальний і викривальний рівні, як правило, відсутні.
Комедія класицизму замінила парабаси резонерами: у Ж. Б. Мольєра в «Тартюфі» це Клеонт, у Д.Фонвізіна в «Недоростку» — Стародум, резонер, що виголошує у кінці п'єси моралізаторську гному. У О.Грибоєдова Чацький поєднував функції високого позитивного героя і резонера — авторського рупора.
В реалістичний комедії розробляється прийом самовикриття. До залу звертається не авторський персонаж, а негативний герой, виходячи з логіки свого образу. Так, городничий у «Ревізорі» М.Гоголя, висловлює авторську позицію, іншими мовними засобами проголошує думку, що її вкладено в епіграф до комедії.
Отже і резонери класицизму, і самовикривальні репліки й монологи в комедії реалізму функціонально відповідають парабасу.
Прямий «ренесанс» парабастичних звернень до залу має місце в драматургії реаліст, умовності. Так, у п'єсі К.Чапека «Розбійник» Пролог звертається до залу, маючи намір познайомити глядача з головним героєм і оцінює його з позицій ледве не протилежних автору. Але в п'єсі бр. Чапеків «З життя комах» Бродяга визначає саме авторську позицію. Парабаси можна знайти й у п'єсі К.Чапека «Кохання згубна гра», коли кілька персонажів, порушуючи сценічну ілюзію, звертаються до залу. Щоправда, в подібних творах спостерігається двоплановість, в якій парабас ніби набуває другого життя. Тому до парабасу звертаються представники агітаційного театру. Такі автори часто свої ідеї передають через умовних персонажів або зонги, функція яких дорівнює парабасу греків: Б.Брехт («Добра людина з Сичуані», «Круглоголові та гостроголові», «Матінка Кураж» та ін.); Назим Хікмет («Тартюф — 59» і «Чи був Іван Іванович?»); Остап Вишня («Вій»); Л.Кручковський («Смерть Губернатора»). В.Маяковський у фіналах «Клопа» та «Лазні» використовує той самий прийом, що й Гоголь у «Ревізорі».